# Sidney Arodin
Sidney Arnandan of Arnondrin, beter bekend als Sidney Arodin (Westwego, 29 maart 1901 – New Orleans, 6 februari 1948), was een Amerikaans jazzklarinettist en componist. Hij schreef samen met Hoagy Carmichael het nummer "Lazy River".

## Loopbaan
Arodin begon met klarinet spelen op vijftienjarige leeftijd. Hij speelde in New Orleans en op stoomschepen. In New York speelde hij vanaf 1922 bij Johnny Stein's New Orleans Jazz Band. In het midden van de jaren twintig werkte hij bij Jimmy Durante. Daarna keerde hij terug naar Louisiana, waar hij speelde met Wingy Manone en Sharkey Bonano. In de jaren dertig werkte hij met Louis Prima en met een versie van de New Orleans Rhythm Kings waarin ook Manone actief was. Na 1941 speelde hij om gezondheidsredenen niet vaak meer live. In zijn carrière heeft Arodin opgenomen met onder meer Johnnie Miller, Albert Brunies en Monk Hazel.